# Serge Daney
Serge Daney (n. 4 de junio de 1944 - París, 12 de junio de 1992) fue un influyente crítico de cine francés, que tuvo resonancia sobre todo en Europa.

## Trayectoria
Serge Daney era hijo de un actor secundario ya mayor, que se había dedicado al doblaje. Su padre fue, de hecho, un judío centroeuropeo, educado en Viena, un aventurero que desapareció en los campos de concentración seguramente. Serge Daney se educó estrechamente con su madre y su abuela materna. Incluso dentro de su formación familiar se cuenta la asistencia al cine de adultos con su madre, con la que vivió muchos años.
Serge Daney estudió en la escuela Voltaire de París. Además, recibió las primeras enseñanzas de cine del crítico Henri Agel. La película que marcó su porvenir, como dijo, fue Noche y niebla de Alain Resnais, pues siempre la consideró como el prototipo del relato posible, no falseador, ante la Shoah y por ende la posición moral exacta ante una narración.
Daney, con sus compañeros de estudio Louis Skorecki y Claude Dépêche, fundó la revista Visages du cinéma; tuvo sólo dos ediciones, una centrada en Howard Hawks, la otra, en Otto Preminger.
Pero, en 1964, Daney se unió destacadamente al grupo de Cahiers du cinéma, y muy joven aún realizó durante un viaje a Hollywood una serie de entrevistas con realizadores estadounidenses: Howard Hawks, Leo McCarey, Josef von Sternberg y Jerry Lewis. Además escribió regularmente para Cahiers du cinéma desde muy temprano, tras los tiempos gloriosos de André Bazin, François Truffaut, Jean-Luc Godard, Éric Rohmer y Jacques Rivette (1962-1981).
Siguió posteriormente los avatares de la revista, aunque se separó de ella en 1981 para centrarse en el diario Libération hasta su muerte, en el cual hizo crónicas, balances, lecturas de libros y desde luego crítica intensa de cine. En 1987 fundó además la revista de cine Trafic, proyecto de 1986 apoyado por Paulo Branco.
En Persévérance, libro de entrevistas póstumo, realizado cerca de 1992, repasó su trayectoria biográfica y cinéfila. Se llamaba él mismo "hijo del cine", 'ciné-fils' (palabra de sonido idéntico a 'cinéphile'). Es un texto de una calidad y hondura singulares.
Hizo también documentales. Viajó por todo el mundo. Se apasionó, por otro lado, por el tenis (deporte sobre el cual escribió L'amateur de tennis). Murió de sida, a los 48 años: en Persévérance se reconoce como un 'esqueleto', y ve toda su vida como un retorno de imágenes y de situaciones que van cobrando inteligibilidad con el paso de los años.
Daney es una figura de referencia entre los críticos franceses de cine en la actualidad, por la calidad de la escritura y su claridad analítica. Fue visto como "ecléctico" por su gusto enciclopédico, por su afán de comprender el cine en su totalidad y con una independencia manifiesta. En los últimos años, decía que el gran cineasta que dominaba era Manoel de Oliveira.
Publicó sobre cine tres libros en vida: La Rampe (1983), Ciné-journal (1986) y Le Salaire du zappeur (1988). Pero dejó además un inmenso legado escrito.
Entre 1993-2001 se ha culminado la recuperación ingente de toda su obra, dispersa en decenas de revistas y periódicos. Buena parte póstuma, pues, sigue reimprimiéndose.

## Filmografía (dirección o participación)
- Lettre de Paris à l'ami suisse nº 7 (1987), 30 min, dirigido por Maria Koleva.
- Jacques Rivette, le veilleur (1990), 2h 20, dirigido por Serge Daney y Claire Denis
- Damned! Daney (1991), 55 min, dirigido por Bernard Mantelli.
- Océanique: Serge Daney - itinéraires d'un ciné-fils (1992), 3 partes de 63 min, 60 min y 64 min, dirigido por Pierre-Andre Boutang y Dominique Rabourding.
- Daney-Sanbar. Conversation Nord-Sud (1993), 46 min, dirigido por Simone Bitton y Catherine Poitevin.
- Serge Daney. Le Cinephile et le village (1993), 55 min, dirigido por Pascal Kané.
- Du cinéma à la télévision, propos d'un passeur, Serge Daney (1993), 55 min, dirigido por Philippe Roger.
- Télé(s)-Flux: le gué Daney (1994), 44 min, dirigido por Bernard Mantelli.

## Colaboraciones en la radio
Serge Daney participó semanalmente en la cadena de radio France Culture, con unas intervenciones llamadas "Microfilms"; estuvo allí desde el último trimestre de 1985 hasta julio de 1990. Invitaba a algún personaje (cineasta, fotógrafo, actor) para que hablase con él sobre algún film, o sobre una serie de películas o de algún festival de cine.